# Ornithogalum arianum
Ornithogalum arianum är en sparrisväxtart som beskrevs av Vladimir Ippolitovich Lipsky. Ornithogalum arianum ingår i släktet stjärnlökar, och familjen sparrisväxter. Inga underarter finns listade i Catalogue of Life.